# 8 juni
8 juni är den 159:e dagen på året i den gregorianska kalendern (160:e under skottår). Det återstår 206 dagar av året.

## Återkommande bemärkelsedagar

### FN-dagar
- Världshavsdagen (temadag instiftad instiftad 1995 men blev officiellt erkänd av Förenta nationerna 2008)

## Namnsdagar

### I den svenska almanackan
- Nuvarande – Eivor och Majvor
- Föregående i bokstavsordning
  - Eivor – Namnet infördes 1986 på 24 oktober, men flyttades 1993 till dagens datum, där det har funnits sedan dess.
  - Elaine – Namnet infördes 1986 på 12 februari. 1993 flyttades det till dagens datum och utgick 2001.
  - Majvor – Namnet infördes 1986 på 10 december. 1993 flyttades det till 19 maj och 2001 till dagens datum.
  - Medardus – Namnet fanns, till minne av Medardus en fransk biskop från 500-talet, på dagens datum före 1774, då det utgick, till förmån för Salomon.
  - Sally – Namnet infördes på dagens datum 1986, men flyttades 1993 till 19 juli och utgick 2001.
  - Salomon – Namnet infördes på dagens datum 1774, till minne av den bibliske kungen Salomo. Det fanns där fram till 1993, då det flyttades till 25 juni, där det har funnits sedan dess.
- Föregående i kronologisk ordning
  - Före 1774 – Medardus
  - 1774–1900 – Salomon
  - 1901–1985 – Salomon
  - 1986–1992 – Salomon och Sally
  - 1993–2000 – Eivor och Elaine
  - Från 2001 – Eivor och Majvor
- Källor
  - Brylla, Eva (red.): Namnlängdsboken, Norstedts ordbok, Stockholm, 2000. ISBN 91-7227-204-X
  - af Klintberg, Bengt: Namnen i almanackan, Norstedts ordbok, Stockholm, 2001. ISBN 91-7227-292-9

### Finlandssvenska almanackan
- Nuvarande från 1973[1] – Kjell, Kettil
- I föregående revideringar[a][2]
  - 1929–1949 – Salomon
  - 1950–1972 – Kjell, Kättil

## Händelser
- 62 – Den romerske kejsaren Nero tvingar sin hustru Claudia Octavia att begå rituellt självmord, för att han ska bli fri från äktenskapet med henne, då han har inlett ett förhållande med Poppaea Sabina. Han har tidigare försökt få äktenskapet upplöst, genom att anklaga henne för äktenskapsbrott, men detta har misslyckats, då brottet inte har kunnat bevisas. Då Octavia är mycket folkligt populär som kejsarinna är folk starkt missnöjda över att Nero har förskjutit henne och förvisat henne till ön Pandataria och Nero ser därför ingen annan utväg, för att upplösa äktenskapet. När hon är död låter Nero skära av hennes huvud och skicka det till sin älskarinna.
- 536 – Sedan Agapetus I har avlidit den 22 april väljs Silverius till påve.[3] Han blir dock avsatt redan efter nio månader (i mars året därpå), då den bysantinska kejsarinnan Theodora istället lyckas få sin kandidat Vigilius insatt på påvestolen.
- 793 – Klostret på den nordengelska ön Lindisfarne blir angripet av nordbor, som dödar flera munkar och plundrar klostret, medan andra munkar lyckas fly och få med sig relikerna efter skyddshelgonet S:t Cuthbert. Detta är det första kända vikingaöverfallet och dagen ses därmed som den symboliska inledningen på vikingatiden, som kommer att vara i 250 år, till mitten av 1000-talet (dess symboliska slutpunkt sätts vanligtvis vid slaget vid Stamford Bridge den 25 september 1066).
- 1042 – Den dansk-engelske kungen Hardeknut dör och då tar hans halvbror Edvard Bekännaren över makten i England och blir landets nye kung, vilket går fredligt till, då han redan året innan har blivit utsedd till Hardeknuts medregent där. När nyheten om hans död når Danmark tar den norske kungen Magnus den gode över makten där, enligt ett tidigare uppgjort avtal om att den av de båda kungarna, som lever längst ska ta över den andres rike vid hans död. Därigenom upphör det danska väldet över England, som har varat sedan Sven Tveskäggs invasion 1013. Danmark och Norge förblir sedan under gemensam krona till 1047, då Magnus dör och han i Norge efterträds av Harald Hårdråde, medan Sven Estridsson tar makten i Danmark.
- 1937 – Kompositören Carl Orffs kör- och orkesterverk Carmina Burana uruppförs på operan i Frankfurt am Main i södra Tyskland, under ledning av Bertil Wetzelsberger. Verket bygger på dikter ur en medeltida handskrift med samma namn och redan vid premiären blir det en stor succé (även om det dröjer till efter andra världskriget, innan det blir internationellt känt).
- 1940 – Den allierade expeditionskåren i norra Norge, som består av brittiska, franska och polska trupper, evakueras från Narvik. Detta sker dagen efter att den norske kungen Håkon VII har beslutat att motståndet mot den tyska invasionen ska ges upp och Storbritannien därför har beslutat att dra tillbaka sina trupper från Norge. Därmed avslutas också slaget om Narvik efter två månader med tysk seger och två dagar senare kapitulerar de sista norska styrkorna.
- 1967 – Tre dagar efter sexdagarskrigets utbrott når de israeliska trupperna fram till Suezkanalen. När kriget avslutas två dagar senare är hela Sinaihalvön i israeliska händer, men detta blir det enda av de av Israel erövrade områdena, som återlämnas. De övriga områden Israel intar under kriget (Gazaremsan, Västbanken och Golanhöjderna) står under israelisk ockupation än idag (2025).

## Födda
- 1625 – Giovanni Domenico Cassini, italiensk astronom
- 1671 – Tomaso Albinoni, italiensk kompositör
- 1748 – William Few, amerikansk politiker, senator för Georgia 1789–1793
- 1799 – William M. Meredith, amerikansk whigpolitiker, USA:s finansminister 1849–1850
- 1810 – Robert Schumann, tysk romantisk tonsättare
- 1811 – Carl Johan Thyselius, svensk konservativ politiker och ämbetsman, Sveriges ecklesiastikminister 1860–1863, civilminister 1875–1880 och statsminister 1883–1884
- 1829 – John Everett Millais, brittisk målare, grundare av det Prerafaelitiska brödraskapet
- 1834 – Ebenezer J. Ormsbee, amerikansk republikansk politiker, guvernör i Vermont 1886–1888
- 1858 – Aleksandr Ragoza, rysk militär
- 1867 – Frank Lloyd Wright, amerikansk arkitekt
- 1874 – Hildur Malmberg, svensk skådespelare
- 1880 – Ivan Hedqvist, svensk skådespelare och regissör
- 1882 – Oscar Tropp, svensk dansare, manusförfattare och koreograf
- 1886 – Gaston Dupray, belgisk skådespelare
- 1893 – Oscar Torp, norsk arbeiderpartistisk politiker, Norges statsminister 1951–1955
- 1903 – Ralph Yarborough, amerikansk demokratisk politiker, senator för Texas 1957–1971
- 1908 – Gardar Sahlberg, svensk litteraturforskare, manusförfattare, sångtextförfattare och kortfilmsregissör
- 1916 – Francis Crick, brittisk medicinforskare, upptäckare av DNA-spiralen, mottagare av Nobelpriset i fysiologi eller medicin 1962
- 1918 – Margareta Fahlén, svensk skådespelare
- 1921
  - Alexis Smith, kanadensisk skådespelare
  - Suharto, indonesisk general och politiker, Indonesiens president och diktator 1967–1998
- 1923 – Astor Holmqvist, svensk inspicient, cirkusartist och turnéledare
- 1925 – Barbara Bush, amerikansk politikerhustru, USA:s första dam 1989–1993 (gift med George H.W. Bush)
- 1926 – Nine Christine Jönsson, svensk författare, manusförfattare och skådespelare
- 1928 – Edward J. Perkins, amerikansk diplomat, USA:s FN-ambassadör 1992–1993
- 1930 – Bo Widerberg, svensk regissör
- 1934 – Ragnar Skanåker, svensk tävlingspistolskytt och egenföretagare, olympisk guldmedaljör  1972
- 1936 – Kenneth G. Wilson, amerikansk fysiker, mottagare av Nobelpriset i fysik 1982
- 1938 – Angelo Amato, italiensk romersk-katolsk biskop
- 1940 – Nancy Sinatra, amerikansk sångare och skådespelare
- 1941 – Alf Robertson, svensk sångare, kompositör och textförfattare
- 1942 – Jacques Dubochet, schweizisk biofysiker, mottagare av Nobelpriset i kemi 2017
- 1944 – Göran Ringbom, svensk musiker, krögare och krukmakare
- 1945 – Lena-Pia Bernhardsson, svensk skådespelare
- 1947 – Eric F. Wieschaus, amerikansk genetiker och molekylärbiolog, mottagare av Nobelpriset i fysiologi eller medicin 1995
- 1951 – Bonnie Tyler, brittisk sångare
- 1953 – Ken Calvert, amerikansk republikansk politiker, kongressledamot 1993–
- 1955
  - James Aiona, amerikansk republikansk politiker, viceguvernör i Hawaii 2002–2010
  - Tim Berners-Lee, brittisk datavetare, skaparen av World Wide Web
  - Shusuke Kaneko, japansk filmregissör och manusförfattare
  - Hans Stiglund, svensk kyrkoman, biskop i Luleå stift 2002–2018
- 1962 – Nick Rhodes, brittisk musiker, keyboardspelare i gruppen Duran Duran
- 1968 – Morgan Alling, svensk skådespelare, manusförfattare och regissör
- 1970
  - Gabrielle Giffords, amerikansk demokratisk politiker, kongressledamot 2007–2012
  - Kelli Williams, amerikansk skådespelare
- 1971 – Liv Alsterlund, svensk skådespelare
- 1976 – Lindsay Davenport, amerikansk tennisspelare
- 1977 – Kanye West, amerikansk hiphopproducent, rappare och sångare
- 1981 – Pär Sundström, svensk musiker
- 1984 – Javier Masherano, italiensk-argentinsk fotbollsspelare i FC Barcelona
- 1985 – Sarah Vaillancourt, kanadensisk ishockeyspelare

## Avlidna
- 62 – Claudia Octavia, romersk kejsarinna
- 218 – Macrinus, romersk kejsare
- 632 – Muhammed, muslimsk profet, upphovsman till religionen islam
- 1042 – Hardeknut, kung av Danmark och av England
- 1290 – Beatrice Portinari, italiensk kvinna, poeten Dante Alighieris ungdomskärlek och musa
- 1492 – Elisabet Woodville, Englands drottning
- 1613 – Ludovico Cigoli, italiensk målare
- 1652 – Johan Kasimir av Pfalz-Zweibrücken, tysk greve, pfalzgreve och hertig, informell innehavare av det svenska riksskattemästareämbetet 1622–1634
- 1689 – Decio Azzolino den yngre, italiensk kardinal
- 1719 – Rafi ad Daradjat, indisk stormogul
- 1727 – August Hermann Francke, tysk teolog, pietist och pedagog
- 1795 – Ludvig XVII, titulärkung av Frankrike
- 1831 – Sarah Siddons, brittisk skådespelare
- 1845 – Andrew Jackson, amerikansk demokratisk politiker och militär, senator för Tennessee, USA:s president
- 1876 – Aurore Dudevant, fransk författare och feminist med pseudonymen George Sand
- 1908 – Frans Hedberg, svensk författare
- 1913 – Emily Davison, brittisk militant suffragett
- 1934 – Dorothy Dell, amerikansk skådespelare
- 1940 – Frederick Converse, amerikansk kompositör
- 1945 – Karl Hanke, tysk nazistisk politiker
- 1951 – Leonard Groth, svensk jurist, borgmästare i Sundsvall
- 1960 – Ragnar Ekelund, finländsk poet, konstnär, konstkritiker och översättare
- 1962 – Charles P. Nelson, amerikansk republikansk politiker, kongressledamot
- 1963 – Sickan Castegren, finlandssvensk skådespelare och operettsångare
- 1969
  - Lill Arncloo, svensk skådespelare
  - Guy Cordon, amerikansk republikansk politiker, senator för Oregon
  - Robert Taylor, amerikansk skådespelare
- 1973 – Emmy Göring, tysk skådespelare
- 1977 – Gunnar Sjöberg, svensk skådespelare
- 1978 – Jenny Hasselquist, svensk skådespelare och ballerina
- 1980 – Ernst Busch, tysk skådespelare, sångare och regissör
- 1981 – Lidija Lopuchova, rysk ballerina
- 1982 – Satchel Paige, amerikansk basebollspelare
- 1983 – Tom Steed, amerikansk demokratisk politiker, kongressledamot
- 1984
  - Folke Schiött, svensk ingenjör
  - Ernest McFarland, amerikansk demokratisk politiker, senator för Arizona och guvernör i samma delstat
- 1990 – José Figueres Ferrer, costaricansk socialistisk politiker, Costa Ricas president
- 1998 – Maria Reiche, tysk matematiker och arkeolog
- 2001 – Hedwig Bollhagen, tysk keramiker
- 2007
  - Kenny Olsson, svensk speedwayförare
  - Aden Abdullah Osman Daar, somalisk politiker, Somalias president
  - Richard Holm, svensk musiker, basist i dansbandet Jannez
  - Richard Rorty, amerikansk filosof
- 2009
  - Omar Bongo, gabonsk politiker, Gabons president
  - Bertil "Jompa" Andersson, svensk fotbolls- och ishockeyspelare
- 2011
  - Anatole Abragam, rysk-fransk fysiker
  - John Mackenzie, brittisk filmregissör
  - Alan Rubin, amerikansk musiker
- 2013 – Yoram Kaniuk, israelisk författare, konstnär, journalist och teaterkritiker
- 2014 – Alexander Imich, polsk-amerikansk kemist och parapsykolog, äldste mannen i världen vid sin död
- 2018 – Per Ahlmark, svensk politiker, partiledare för Folkpartiet 1975–1978
- 2020 – Pierre Nkurunziza, burundisk politiker, president
- 2023 – Pat Robertson, amerikansk tv-predikant